# Monobryozoon ambulans
Monobryozoon ambulans är en mossdjursart som beskrevs av Adolf Remane 1936. Monobryozoon ambulans ingår i släktet Monobryozoon och familjen Monobryozoontidae. Inga underarter finns listade i Catalogue of Life.